# Sarah True
Sarah Brooke True (nacida Sarah Brooke Groff, Hanover, 27 de noviembre de 1981) es una deportista estadounidense que compite en triatlón y, ocasionalmente, en acuatlón.
Ganó tres medallas en el Campeonato Mundial de Triatlón entre los años 2011 y 2015, una medalla de plata en el Campeonato Mundial por Relevos de 2006 y una medalla de bronce en el Campeonato Mundial de Triatlón por Relevos Mixtos de 2013. Además, obtuvo dos medallas en el Campeonato Europeo de Ironman, en los años 2018 y 2023. En acuatlón consiguió una medalla de oro en el Campeonato Mundial de 2007.
Participó en dos Juegos Olímpicos de Verano, en los años 2012 y 2016, obteniendo el cuarto lugar en Londres 2012.

## Palmarés internacional
| Campeonato Mundial                    | Campeonato Mundial       | Campeonato Mundial | Campeonato Mundial |
| Año                                   | Lugar                    | Medalla            | Prueba             |
| ------------------------------------- | ------------------------ | ------------------ | ------------------ |
| 2011                                  | Pekín (China)            | Medalla de bronce  | Individual         |
| 2014                                  | Edmonton (Canadá)        | Medalla de plata   | Individual         |
| 2015                                  | Chicago (Estados Unidos) | Medalla de bronce  | Individual         |
| Campeonato Mundial por Relevos        |                          |                    |                    |
| Año                                   | Lugar                    | Medalla            | Prueba             |
| 2006                                  | Cancún (México)          | Medalla de plata   | Relevos            |
| Campeonato Mundial por Relevos Mixtos |                          |                    |                    |
| Año                                   | Lugar                    | Medalla            | Prueba             |
| 2013                                  | Hamburgo (Alemania)      | Medalla de bronce  | Relevo mixto       |

| Campeonato Europeo | Campeonato Europeo   | Campeonato Europeo | Campeonato Europeo |
| Año                | Lugar                | Medalla            | Prueba             |
| ------------------ | -------------------- | ------------------ | ------------------ |
| 2018               | Fráncfort (Alemania) | Medalla de plata   | Individual         |
| 2023               | Fráncfort (Alemania) | Medalla de oro     | Individual         |

| Campeonato Mundial | Campeonato Mundial | Campeonato Mundial | Campeonato Mundial |
| Año                | Lugar              | Medalla            | Prueba             |
| ------------------ | ------------------ | ------------------ | ------------------ |
| 2007               | Ixtapa (México)    | Medalla de oro     | Individual         |